# Mario Party (computerspelserie)
Mario Party is een serie van virtuele bordspellen die sinds 1998 op de Nintendo 64, Nintendo GameCube, Game Boy Advance, Nintendo DS, Nintendo 3DS, Nintendo Switch, Wii en de Wii U verschenen. Er zijn 18 delen uitgebracht, inclusief enkele spin-offs.

## Gameplay
Het spelprincipe is ongeveer hetzelfde als het ganzenbord, maar na iedere ronde wordt er een minigame gespeeld. Op het einde is de winnaar de speler met de meeste sterren.
Elk spel in de serie heeft een standaard Party Mode waarin maximaal vier spelers kunnen deelnemen om zoveel mogelijk sterren te verzamelen. Elke beurt rolt de speler een dobbelsteen die het aantal zetten bepaalt. Munten kunnen worden verdiend in een minigame, en hier kan de ster mee worden gekocht. De locatie van de sterren wordt willekeurig bepaald en verandert steeds nadat de ster is uitgegeven.
Elk Mario Party-spel bevat ten minste 50 tot 90 minigames, waarbij de speler elk voor zich spelen of in teams van 2-tegen-2 of 3-tegen-1.

## Karakters
De karakters Mario, Luigi, Princess Peach, Yoshi en Wario (uitgezonderd Mario Party Advance) komen voor in elk spel in de serie. In de eerste vier spellen kan ook als Donkey Kong worden gespeeld. Princess Daisy en Waluigi komen voor vanaf Mario Party 3 (uitgezonderd Mario Party Advance).

## Serie
Mario Party kent officieel 13 delen uit de hoofdserie, exclusief enkele spin-offs.:

### Hoofdserie
| Jaar | Titel                      | Platform                                 |
| ---- | -------------------------- | ---------------------------------------- |
| 1998 | Mario Party                | Nintendo 64                              |
| 1999 | Mario Party 2              | Nintendo 64 Virtual Console (Wii, Wii U) |
| 2000 | Mario Party 3              | Nintendo 64                              |
| 2002 | Mario Party 4              | Nintendo GameCube                        |
| 2003 | Mario Party 5              | Nintendo GameCube                        |
| 2004 | Mario Party 6              | Nintendo GameCube                        |
| 2005 | Mario Party 7              | Nintendo GameCube                        |
| 2007 | Mario Party 8              | Wii                                      |
| 2012 | Mario Party 9              | Wii                                      |
| 2015 | Mario Party 10             | Wii U                                    |
| 2018 | Super Mario Party          | Nintendo Switch                          |
| 2021 | Mario Party Superstars     | Nintendo Switch                          |
| 2024 | Super Mario Party Jamboree | Nintendo Switch                          |

### Spin-off
| Jaar | Titel                    | Platform         |
| ---- | ------------------------ | ---------------- |
| 2003 | Mario Party-e            | E-reader         |
| 2005 | Mario Party Advance      | Game Boy Advance |
| 2007 | Mario Party DS           | Nintendo DS      |
| 2013 | Mario Party: Island Tour | Nintendo 3DS     |
| 2016 | Mario Party: Star Rush   | Nintendo 3DS     |
| 2017 | Mario Party: The Top 100 | Nintendo 3DS     |